# Новые дела Скуби-Ду
«Новые дела Скуби-Ду» (англ. The New Scooby-Doo Movies) — американский мультсериал, повествующий о приключениях датского дога Скуби-Ду и его друзей. Второй в серии мультсериалов Скуби-Ду. Создан студией Ханна-Барбера и транслировался на канале CBS. Сериал состоит из 2 сезонов и 24 серии, транслировавшихся с 9 сентября 1972 года по 27 октября 1973 года.
Относительно Скуби-Ду, где ты! эпизоды увеличились в два раза — с 23 до 43 минут. Также в каждой серии появлялась гостевая суперзвезда — реальная знаменитость или известный анимационный персонаж.

## Создатели

### 1 сезон
- Продюсеры и режиссёры: Уильям Ханна и Джозеф Барбера
- Авторы сценария: Джеймс Брюэр, Том Дажэне, Рут Брукс Флиппен, Фред Фрейбергер, Вилли Гилберт, Билл Лутс, Ларри Маркес, Норман Морер, Джек Мендельсон, Рэй Паркер, Джин Томпсон, Пол Уэст, Гарри Уинклер

### 2 сезон
- Продюсеры и режиссёры: Уильям Ханна и Джозеф Барбера
- Авторы сценария: Джек Мендельсон, Том Дажэне, Норман Морер, Ларз Борн, Хейвуд Клинг, Сидни Морс

## Роли озвучивали
- Дон Мессик — Скуби-Ду • ещё ок. 25 эпизодических персонажей
- Кейси Кейсем — Шэгги Роджерс
- Фрэнк Уэлкер — Фред Джонс
- Хезер Норт — Дафни Блейк
- Николь Джаффе[англ.] — Велма Динкли

## Список серий
| Сезон | Серии | Серии | Даты показа     | Даты показа     |
| Сезон | Серии | Серии | Первая серия    | Последняя серия |
| ----- | ----- | ----- | --------------- | --------------- |
| 1     | 16    | 16    | 9 сентября 1972 | 23 декабря 1972 |
| 2     | 8     | 8     | 8 сентября 1973 | 27 октября 1973 |

### Сезон 1 (1972)
| № общий | № в сезоне | Название                                                                              |                     | Дата премьеры    |
| ------- | ---------- | ------------------------------------------------------------------------------------- | ------------------- | ---------------- |
| 1       | 1          | «Призрачный город» (ориг..: Ghastly Ghost Town)                                       | Три балбеса         | 9 сентября 1972  |
| 2       | 2          | «Афера Скуби-ду» (ориг..: The Dynamic Scooby-Doo Affair)                              | Бэтмен и Робин      | 16 сентября 1972 |
| 3       | 3          | «Пропавшая среда» (ориг..: Wednesday Is Missing)                                      | Семейка Аддамс      | 23 сентября 1972 |
| 4       | 4          | «Происшествие у Бабушки Фрикерт» (ориг..: The Frickert Fracas)                        | Джонатан Уинтерс    | 30 сентября 1972 |
| 5       | 5          | «Угадай, кто не придет к обеду» (ориг..: Guess Who's Knott Coming to Dinner?)         | Дон Ноттс           | 7 октября 1972   |
| 6       | 6          | «Хороший медиум - это редкость» (ориг..: A Good Medium Is Rare)                       | Филлис Дилер        | 14 октября 1972  |
| 7       | 7          | «Сэнди Дункан Джекил и Хайд» (ориг..: Sandy Duncan's Jekyll and Hyde)                 | Сэнди Дункан        | 21 октября 1972  |
| 8       | 8          | «Тайна острова Акул» (ориг..: The Secret of Shark Island)                             | Сонни и Шер         | 28 октября 1972  |
| 9       | 9          | «Жуткий туман Джунберри» (ориг..: The Spooky Fog of Juneberry)                        | Дон Ноттс           | 4 ноября 1972    |
| 10      | 10         | «Скуби-Ду встречает Лорела и Харди» (ориг..: The Ghost of Bigfoot)                    | Лорел и Харди       | 11 ноября 1972   |
| 11      | 11         | «Призрак Красного Барона» (ориг..: The Ghost of the Red Baron)                        | Три балбеса         | 18 ноября 1972   |
| 12      | 12         | «Ползучий призрак из глубины» (ориг..: The Ghostly Creep from the Deep)               | Гарлем Глобтроттерс | 25 ноября 1972   |
| 13      | 13         | «Призрак всадника Замка Хэгглторн» (ориг..: The Haunted Horseman of Hagglethorn Hall) | Дэйви Джонс         | 2 декабря 1972   |
| 14      | 14         | «Фантом Кантри Мюзик Холла» (ориг..: The Phantom of the Country Music Hall)           | Джерри Рид          | 9 декабря 1972   |
| 15      | 15         | «Проделки крестоносца» (ориг..: The Caped Crusader Caper)                             | Бэтмен и Робин      | 16 декабря 1972  |
| 16      | 16         | «Лохнесское чудовище» (ориг..: The Loch Ness Mess)                                    | Гарлем Глобтроттерс | 23 декабря 1972  |

### Сезон 2 (1973)
| № общий | № в сезоне | Название                                                                   |                                | Дата премьеры    |
| ------- | ---------- | -------------------------------------------------------------------------- | ------------------------------ | ---------------- |
| 17      | 1          | «Тайна заброшенного острова» (ориг..: The Mystery of Haunted Island)       | Гарлем Глобтроттерс            | 8 сентября 1973  |
| 18      | 2          | «Призраки плавучего театра» (ориг..: The Haunted Showboat)                 | Джози и кошечки (мультсериал)  | 15 сентября 1973 |
| 19      | 3          | «Тайна в Персии» (ориг..: Mystery in Persia)                               | Джинни (мультсериал)           | 22 сентября 1973 |
| 20      | 4          | «Дух, распугавший спортивное шоу» (ориг..: The Spirit Spooked Sports Show) | Тим Конуэй                     | 29 сентября 1973 |
| 21      | 5          | «Дезинсектор» (ориг..: The Exterminator)                                   | Дон Адамс                      | 6 октября 1973   |
| 22      | 6          | «Таинственные ветры Вайноны» (ориг..: The Weird Winds of Winona)           | Скоростной Багги (мультсериал) | 13 октября 1973  |
| 23      | 7          | «Призраки на конфетной фабрике» (ориг..: The Haunted Candy Factory)        | Касс Эллиот                    | 20 октября 1973  |
| 24      | 8          | «Скуби-Ду встречает Дика ван Дайка» (ориг..: The Haunted Carnival)         | Дик Ван Дайк                   | 27 октября 1973  |